# تجارت و استفاده از زعفران

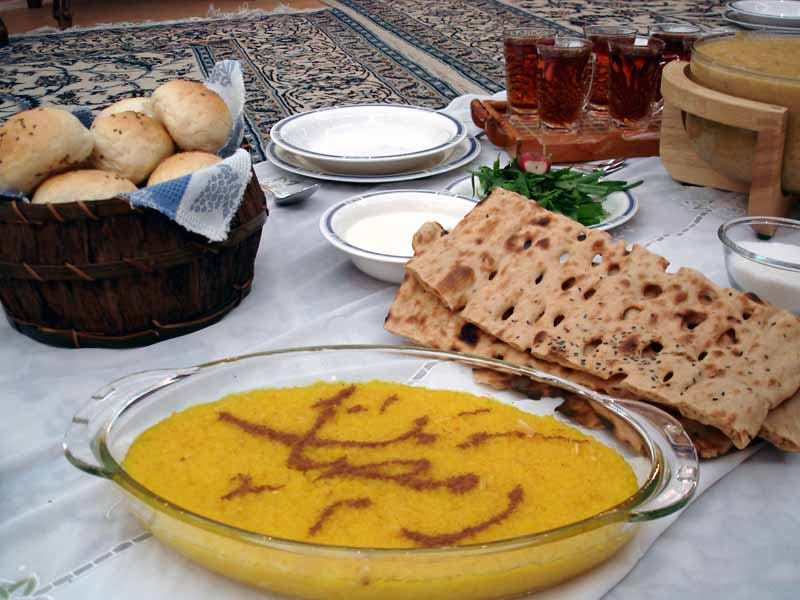
زعفران ادویهٔ اصلی شله‌زرد، که دسری ایرانی است.

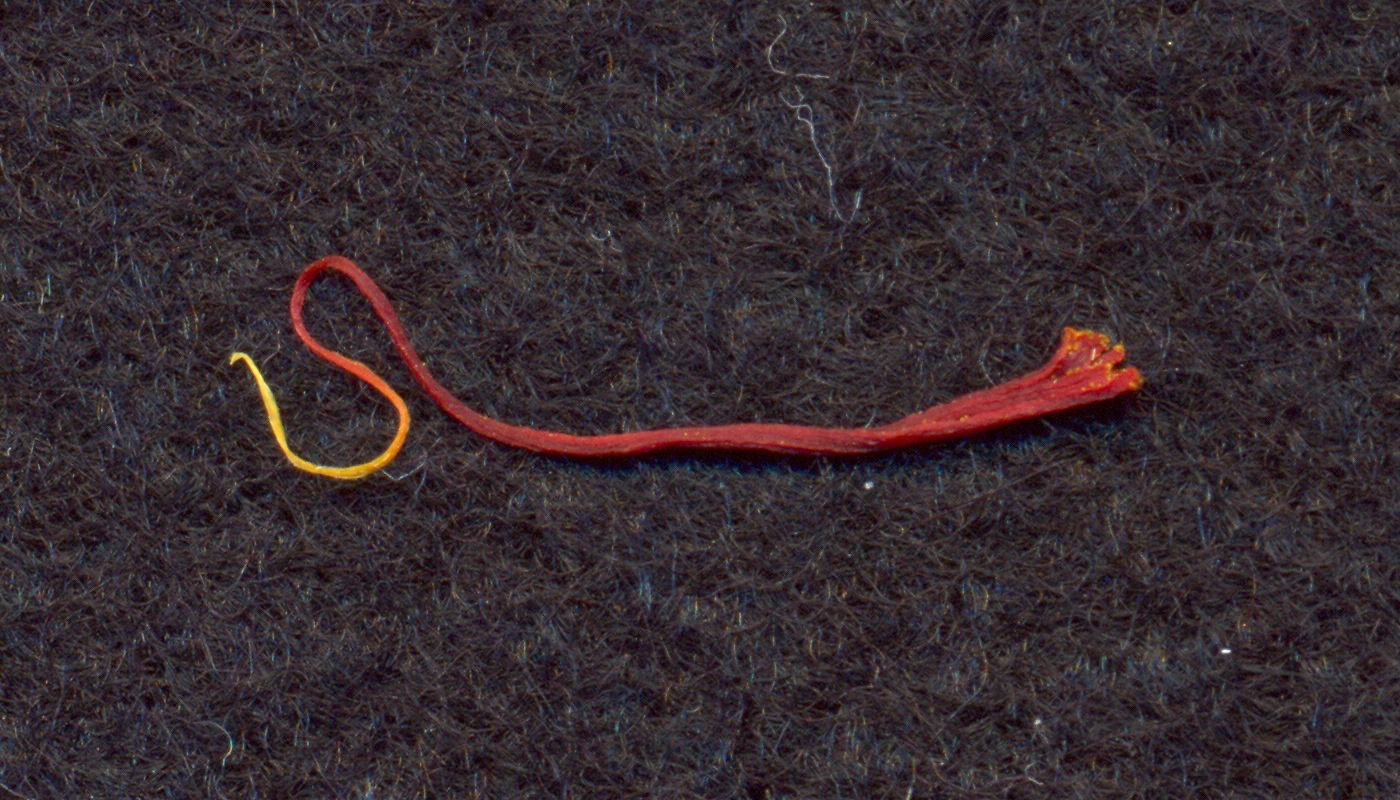
یک کلاله زعفران خشک‌شده حدوداً ۲۰ میلی‌متر است.

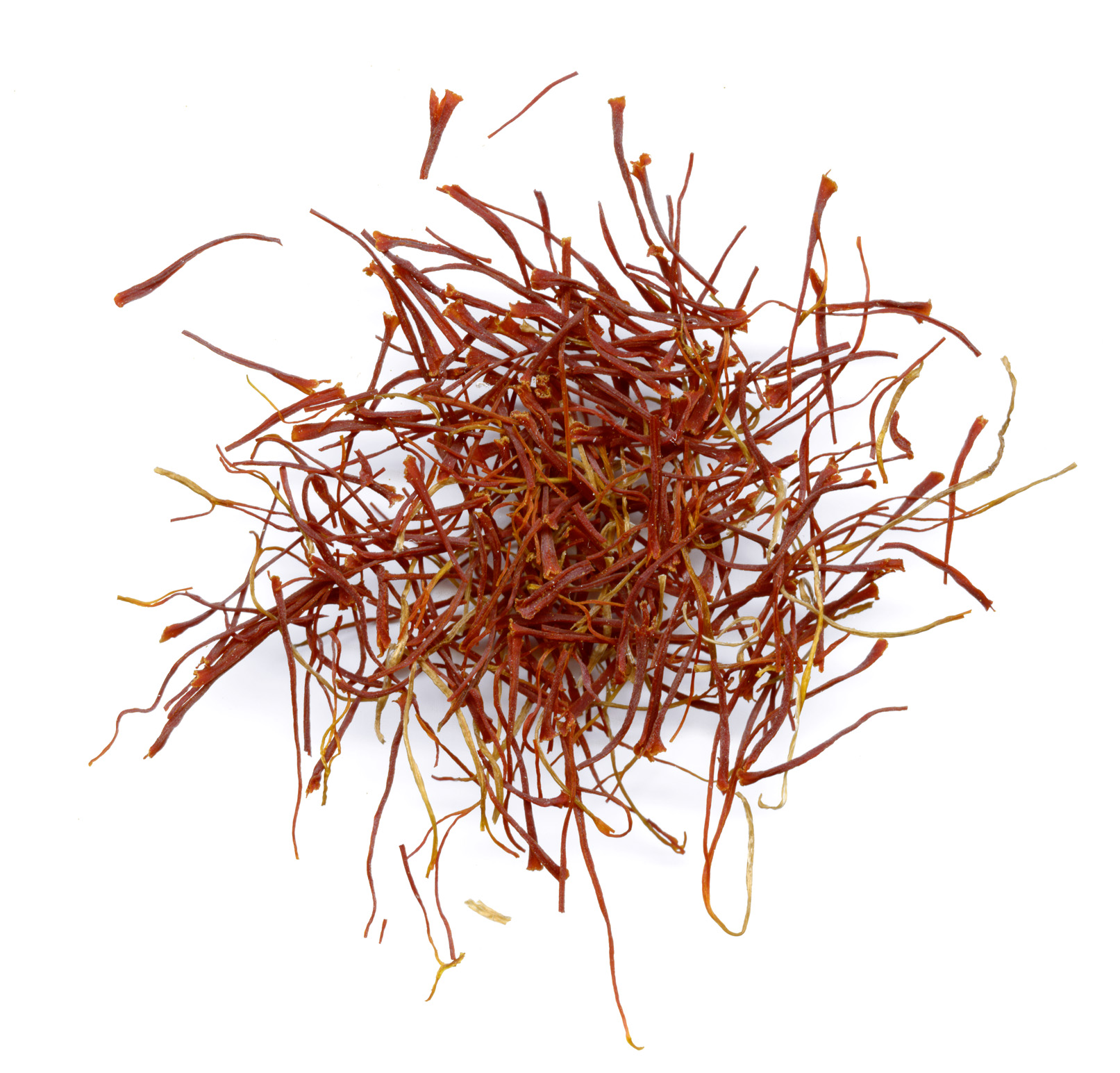
کلالهٔ قرمز مخلوط‌شده با رشته‌های زرد.

بیش از سه‌هزار سال است که زعفران به یک چاشنی، عطردهنده، رنگ‌دهنده و داروی کلیدی تبدیل شده‌است. زعفران به عنوان یکی از گران‌قیمت‌ترین گونه‌ها بر اساس وزن، شامل کلاله‌هایی است که از گل‌های زعفران گسترش یافته رویشی خارج می‌شوند. طعم تلخ «رشته‌ها» ی خشک‌شده حاصل و عطر یونجه مانند آن‌ها موجب شناسایی‌شان می‌شود.
زعفران در حیات وحش ناشناخته است؛ احتمالاً خودرو و از گونه زعفران زینتی است که ریشه آن به کرت یا آسیای مرکزی بر می‌گردد.  زعفران متعلق به جنوب غربی آسیا بوده و در ابتدا در منطقه‌ای از یونان امروزی کشت شده‌است.
از عصر باستان تا امروز، تاریخچه زعفران مملو از کاربردهایی در غذاها، نوشیدنی‌ها، و درمان‌های گیاهی سنتی است: از آفریقا و آسیا تا اروپا و آمریکا، رشته‌های قرمز درخشان زعفران در آشپزی، ادویه‌جات و انواع نوشیدنی‌ها مورد توجه قرار گرفته‌اند. مردم باستان معتقد بودند که زعفران قادر است معده درد، طاعون و آبله را درمان کند.
- - ایران نزدیک به ۹۰–۹۳–۹۶–۹۹–۱۰۰٪ از تولید زعفران می باشد

## جایگاه و منشأ اصلی
عده‌ای از پژوهشگران منشأ و جایگاه تاریخی زعفران را ایران می‌دانند و عده‌ای مانند پروفسور محمد یوس تینگ نیز بر این نظر هستند که جایگاه اولیه آن کشمیر هند بوده و از آنجا به ایران و یونان قدیم برده شده‌است. اما برابر نظر استاد براکریتی گوبتا اولین بار زعفران در دوره امپراتوری پارسی حدود ۵۰۰ سال قبل از میلاد وارد کشمیر هند شده‌است. اما در دوره امپراتوری مغول به صورت انبوه از ایران به کشمیر و منطقه بامبور کاروا در شرق سریناگار آورده شده‌است و از این دوره تاکنون کشت زعفران در کشمیر ادامه داشته‌است.
زعفران از دیر باز بروی کمربند گسترده‌ای از اوراسیا کشت می‌شود و تولیدکننده‌های عمده آن از دوران باستان تاکنون ایران، اسپانیا، کشمیر و یونان بوده‌اند و بر تجارت این محصول تسلط دارند. همچنین این محصول در سافرون والدن بریتانیا نیز به‌طور موفق رشد کرده‌است. کشت زعفران در آمریکا برای نخستین بار در کلیسای اسونگفلدر در پنسیلوانیا شروع شد. در دهه‌های اخیر کشت آن به نیوزیلند، تاسمانی، و کالیفرنیا نیز گسترش یافته‌است. ایران نزدیک به ۹۰–۹۳–۹۶–۹۹–۱۰۰٪ از تولید جهانی زعفران را در اختیار دارد و به عنوان صادرکننده اصلی در راس تمام سرزمین‌های زیر کشت زعفران به‌شمار می‌آید. 

## تجارت مدرن
| مناطق تولیدکننده:   | عمده  | جزئی  |
| کشورهای تولیدکننده: | عمده  | جزئی  |
| مراکز بازرگانی:     | اکنون | گذشته |

تقریباً تمام زعفران در کمربندی کشت می‌شود که به مدیترانه در غرب و مناطق کوهستانی کشمیر در شرق محدود است. سایر قاره‌ها به جز قطب جنوب، مقدار اندکی زعفران تولید می‌کنند. در سال ۱۹۹۱، تقریباً ۳۰۰ تن (۳۰۰۰۰۰ کیلوگرم) از تمام رشته‌ها و پودر به‌طور سالانه جمع می‌شوند، که ۵۰ تن (۵۰۰۰۰ کیلوگرم) زعفران با کیفیت است.
ایران با فاصله زیاد، مهمترین تولیدکننده جهان است: در سال ۲۰۰۵ ایران ۲۳۰ تن (۲۳۰۰۰۰ کیلوگرم) رشته خشک شده تولید کرد که ۹۳٫۷ حجم تولید جهانی را تشکیل می‌داد؛ اکثر تولیدات ایران صادر می‌شوند. 
در همان سال، یونان با تولید ۵٫۷ تن (۵۷۰۰ کیلوگرم) در رده دوم قرار گرفت. مراکش و منطقه مورد جدال کشمیر، هر یک با تولید ۲٫۳ تن (۲۳۰۰ کیلوگرم) در رتبه‌های بعدی قرار گرفتند.  رده‌بندی تولید جهانی به ترتیب شامل ایران، یونان، مراکش، منطقه کشمیر، آذربایجان، اسپانیا و ایتالیا می‌باشد.
در ایران، بزرگترین تولیدکننده جهان، استان خراسان سابق که در شمال شرق این کشور واقع است، و در سال ۲۰۰۴ به سه استان تقسیم شد، ۹۵ درصد زعفران ایران را تولید می‌کنند: کرانه‌های بیرجند، قائن، فردوس و بشرویه در استان خراسان جنوبی، به همراه مناطق مجاور گناباد و تربت حیدریه در استان خراسان رضوی مناطق کلیدی کشت زعفرانند. 
در سال‌های اخیر افغانستان کشت زعفران را از سر گرفته‌است.  با وجود تلاش‌های گسترده برای کشت در کشورهایی مانند انگلستان، استرالیا، آلمان و سوئیس، تنها مناطق انتخابی در شمال و مرکز اروپا به کشت زعفران ادامه می‌دهند. در میان آن‌ها روستای کوچک «موند» در سوئیس در بخش کانتون قرار دارد که تولید سالانه زعفران آن به چندین کیلوگرم می‌رسد.  در مقیاس خرد، در تاسمانی، چین، مصر، فرانسه، اسرائیل، مکزیک، نیوزلند، ترکیه (به ویژه سافران‌بولو)، کالیفرنیا و آفریقای مرکزی، زعفران کشت می‌شود. 
علت هزینه بالای زعفران، دشواری استخراج دستی تعداد کلاله‌هایی می‌باشد که تنها بخش از گیاه زعفران هستند که عطر و طعم مورد نظر را دارا می‌باشند. برای به دست آوردن بازده سودآور زعفران، به تعداد گزافی گل نیاز است.
به دست آوردن ۱ پوند (۰٫۴۵ کیلوگرم) زعفران خشک تقریباً به ۵۰۰۰۰ گل نیاز دارد، که باید به زمینی معادل یک میدان فوتبال در حدود ۷۱۴۰ متر مربع کشت شود.  مطابق تخمینی دیگر، برای تولید یک پوند زعفران خشک، به ۷۵۰۰۰ گل نیاز است. 
این تعداد به‌طور چشم‌گیری به اندازه کلاله هر گیاه زعفران وابسته است. یکی دیگر از دشواری‌های به دست آوردن زعفران، شکوفه دهی هم‌زمان و زودگذر این گیاه می‌باشد. از آن جا که بسیاری از گل‌های زعفران باید به ثمر بنشینند، حتی برداشت مقادیر بسیار اندک زعفران خشک، می‌تواند کاری دیوانه‌کننده و متضمن حدوداً ۴۰ ساعت کار دشوار باشد. در کشمیر، هزاران تولیدکننده باید به‌طور مداوم به مدت یک یا دو هفته در طول شبانه روز کار کنند. 
کلاله‌ها، باید پس از خارج شدن به سرعت خشک شوند، تا مبادا به گونه‌ای تجزیه شوند، یا کپک زنند که نتوان آن‌ها را به بازار عرضه کرد. روش سنتی خشک کردن شامل پهن کردن کلاله‌های تازه در پرده‌های دارای شبکه ریز می‌باشد، آن‌ها بر فراز زغال‌های داغ یا اتاق‌های اجاق گرم با رسیدن دما به ۳۰–۳۵ درجه سانتی‌گراد، به مدت ۱۰ الی ۱۲ ساعت می‌پزند. بعد از آن، گونه‌های خشک شده ترجیحاً در ظروف شیشه‌ای محافظت شده در برابر ورود اکسیژن نگهداری می‌شوند. 
مقادیر فله‌ای کم کیفیت زعفران هر پند بیش از ۵۰۰ دلار آمریکا به فروش می‌رسند؛ هزینه‌های خرده فروشی برای مقادیر کمتر، ممکن است ده برابر بیشتر از آن مقدار باشند. در کشورهای غربی، قیمت خرده فروشی زعفران، به‌ازای هر پوند ۱۰۰۰ دلار می‌باشد.  در سایر مکان‌ها، قیمت‌ها متنوع اند، اما به‌طور میانگین کمتر از این میزان می‌باشند. قیمت‌های بالا تا حدودی به وسیله مقادیر اندک مورد نیاز در آشپزخانه‌ها مصرف می‌شود: حداکثر چند گرم در استفاده دارویی و حداکثر چند رشته در استفاده دارویی؛ در هر پوند بین ۷۰۰۰۰ تا ۲۰۰۰۰ رشته وجود دارد.
خریداران باتجربه زعفران هنگام سنجیدن خریدهایشان، قوانینی دارند. آن‌ها به دنبال رشته‌هایی هستند که رنگ قرمز روشن، اندکی رطوبت و قابلیت ارتجاعی نشان می‌دهند. آن‌ها رشته‌های دارای رنگ قرمز آجری (نشان دهنده کهنه بودن)، و خرده‌های جمع‌آوری شده در ته ظرف را که به دلیل کهنه بودن شکننده شده‌اند، نمی‌خرند.
این نمونه‌های کهن‌سال، به احتمال زیاد پیرامون فصل برداشت، یعنی ژوئیه، در مرض فروش قرار می‌گیرند، خرده فروشان در این زمان سعی می‌کنند تا موجودی کهنه خود را به فروش برسانند و برای کشت‌های جدید فضا ایجاد نمایند. خریداران ترجیح می‌دهند که تنها از رشته‌های فصل تازه استفاده شود. عمده‌فروشان و خرده‌فروشان معتبر زعفران سال برداشت یا دو سال مربوط به برداشت را قید می‌کنند؛ یک برداشت در اواخر سال ۲۰۰۲ با عنوان "۲۰۰۲|۲۰۰۳" نشان داده می‌شود. 

### صادرات زعفران ایران

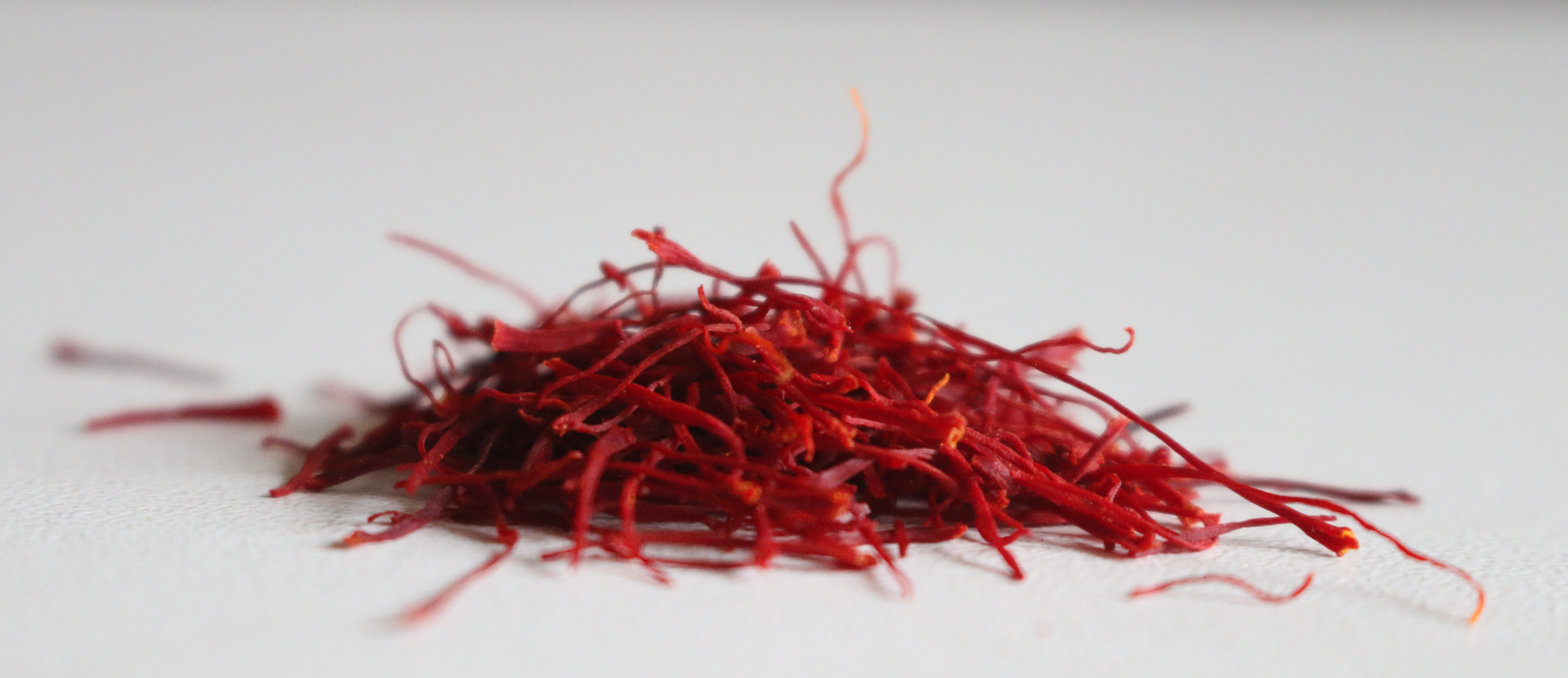
زعفران ایران

صادرات یکی از بهترین روش ها برای افزایش توان اقتصادی هر کشوری است. در ایران زعفران جزو یکی از بهترین محصولات است که می توان صادر کرد از این رو صادرات زعفران می تواند کمک بزرگی به ایجاد اشتغال و ارز آوری برای کشور ما شود. بیش از 90 درصد زعفران دنیا در ایران تولید شده و خرید زعفران از ایران بیشترین رتبه را دارد و بیش از 90 درصد این تولیدات به خارج از کشور صادر می شود.

#### ارزش صادرات زعفران ایران
اکنون بیش از ۲۰ درصد ارزش صادرات بخش باغبانی کشور ناشی از صادرات این محصول است به طوری که در سال ۹۷ با وجود تحریم ها نزدیک به ۲۸۰ تن زعفران به ارزش  ۳۵۱ میلیون دلار صادر شده بود، در حالی که میزان صادرات این محصول در سال ۹۰ حدود ۱۲۲ تن بود.آمار سالهای ۸۶ تا ۹۷ نشان می دهد به طور متوسط سالانه بین سه تا پنج هزار هکتار به سطح زیرکشت و بین ۲۰ تا ۳۰ تن به تولید اضافه می شود، بنابراین در سال ۹۸ نیز در صورت مناسب بودن شرایط آب و هوایی بین ۲۰ تا ۳۰ تن افزایش تولید خواهیم داشت.

## استفاده در آشپزی

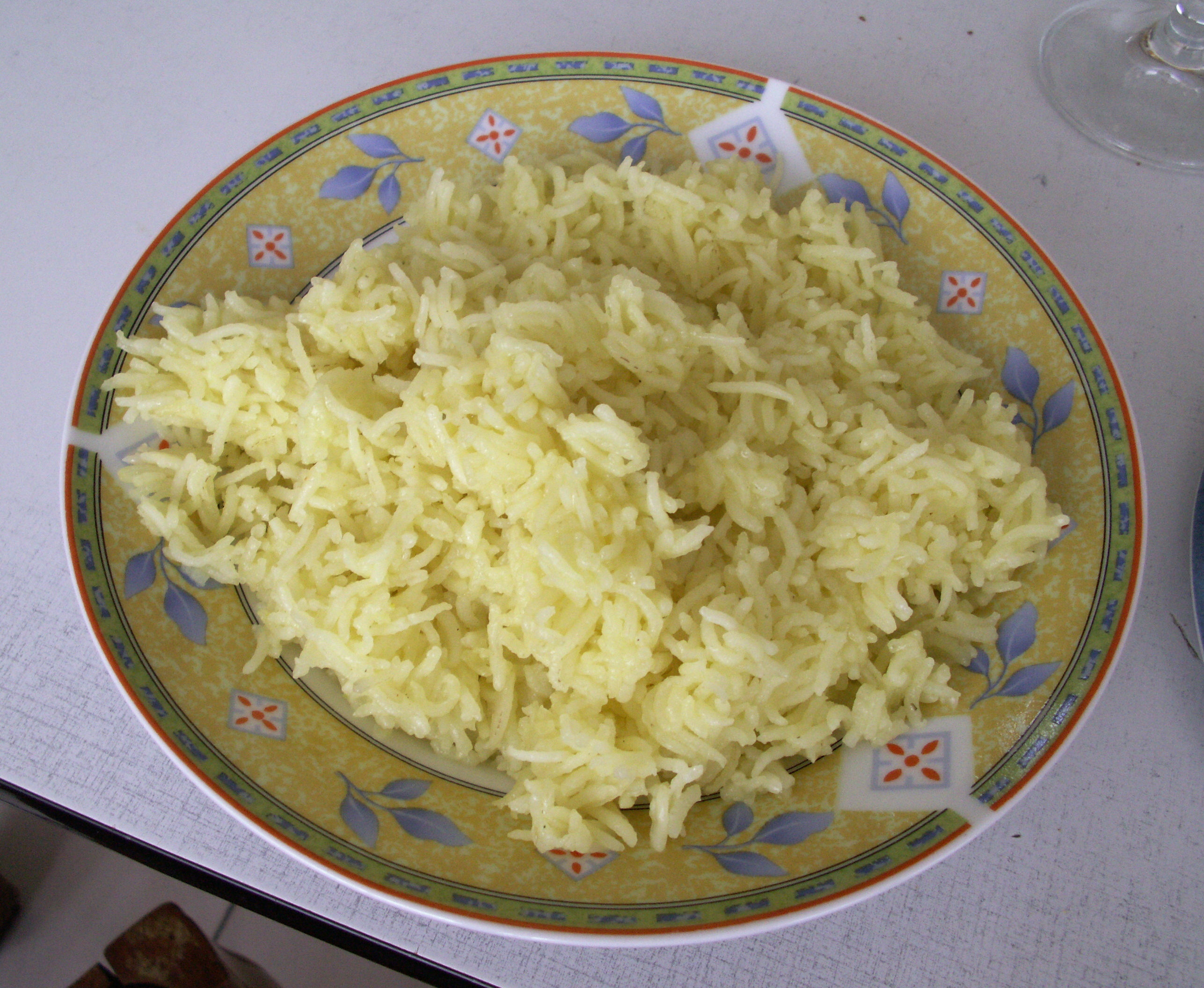
برنج زعفرانی درست شده با گوشت و زعفران.

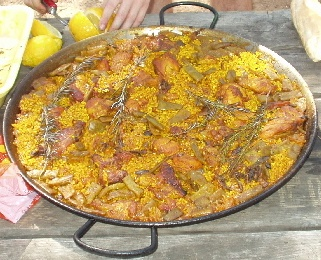
زعفران یکی از مواد کلیدی پائلای والنسیایی است.

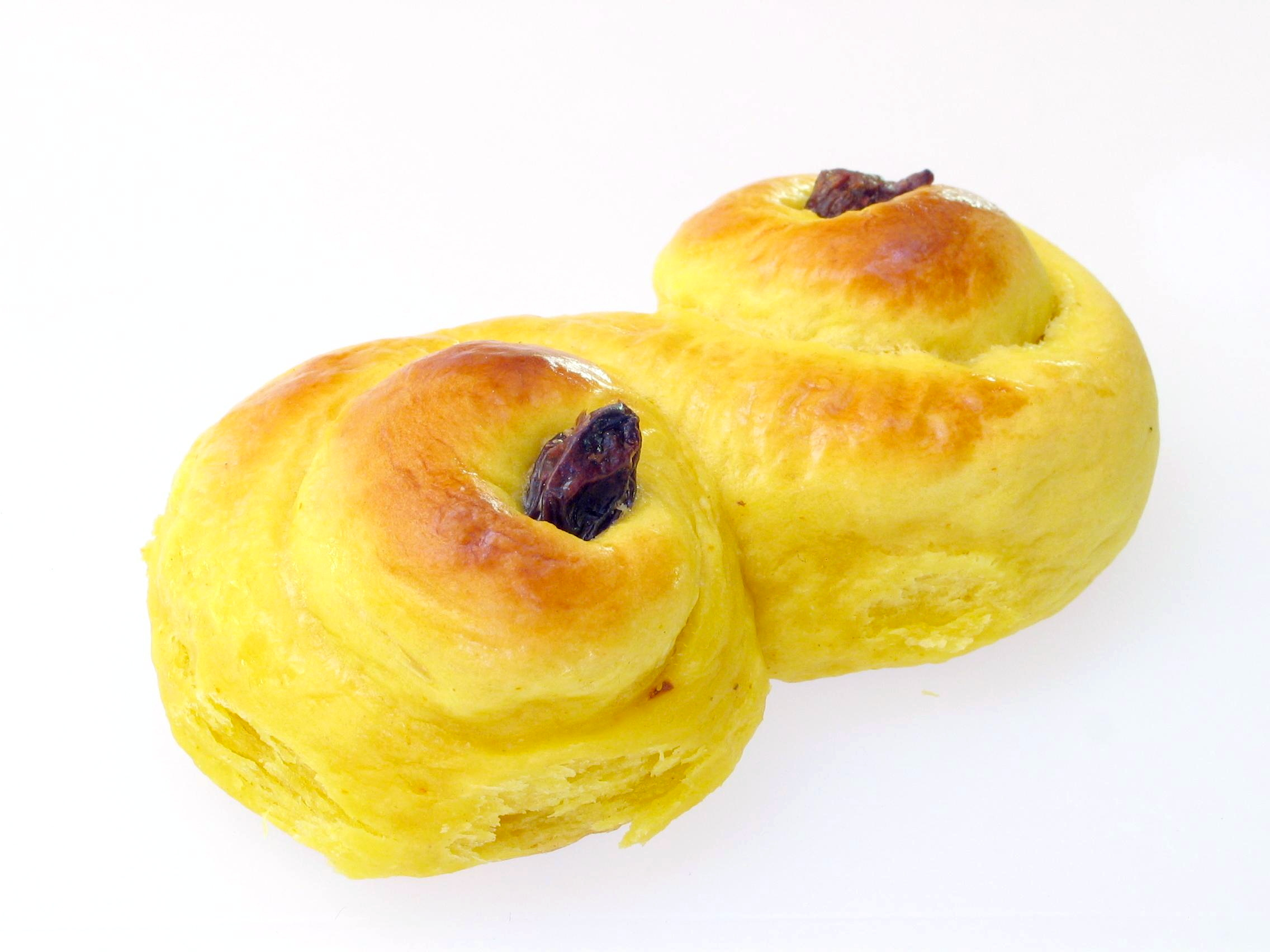
یک نان زعفرانی سوئدی که به‌طور سنتی قبل از کریسمس به فروش می‌رسد.

زعفران در غذاهای اروپایی، آفریقای شمالی و آسیایی به کار می‌رود. متخصصان رایحه آن را شبیه عسل به همراه طعم چوبی، یونجه مانند و خاکی توصیف می‌کنند؛ براساس ارزیابی دیگر، زعفران طعم یونجه را می‌دهد، اما فقط کمی تلخ‌تر است.
از آن جا که دارای یک رنگ زرد-نارنجی درخشان می‌باشد، در سراسر جهان در همه چیز از پنیر، شیرینی و نوشیدنی گرفته تا محصولات پخته شده، ادویجات، غذاهای گوشتی و سوپ‌ها به کار می‌رود. در زمان‌های قدیم، بسیاری از غذاها به دلیل مقادیر بازدارنده فراوان مشهور بودند. 
اغلب به دلیل بالا بودن قیمت زعفران، این ادویه ارزشمند، به وسیله گلرنگ یا زردچوبه، رقیق یا جایگزین می‌شود. هر دو این‌ها رنگ خوبی دارند، اما طعمشان با زعفران فرق دارد. از زعفران در صنعت شیرینی‌سازی و مشروبات الکلی استفاده می‌شود؛ این رایج‌ترین کاربرد زعفران در ایتالیا است. 
چارتریوس، ایزارا و استرگا انواعی از نوشیدنی‌های الکلی هستند که زعفران نقش فراوانی در ایجاد طعم و رنگ آن‌ها دارد. رشته‌های زعفران قبل از افزوده شدن به غذا، به مدت ۱۰ دقیقه در آب یا شراب قرار می‌گیرند. این فرایند رنگ و طعم زعفران را استخراج می‌کند؛ زعفران پودر شده به این مرحله نیاز ندارد.  سپس این محلول خیس خورده به غذای داغ در حال پخت افزوده می‌شود، و به رنگ و طعم اجازه می‌دهد که پخش شود. این موضوع برای آماده کردن محصولات پخته شده یا سس‌های غلیظ بسیار حیاتی است. 
در اسپانیا، ایران، هند، پاکستان و سایر کشورها، رشته‌ها، چاشنی محبوبی برای برنج به‌شمار می‌روند. دو مثال برای برنج زعفرانی "زارزوئلاً با خورش ماهی یا سایر غذاهای دریایی و پائلای والنسیایی، یک غذای برنجی-گوشتی خوش‌مزه، می‌باشند. برای درست کردن بویلابیسه فرانسوی، که یک خورش ماهی ادویه‌ای از شهر مارسی است، و غذای ایتالیایی ریزوتوی میلانی، زعفران بسیار حیاتی می‌باشد. 
نان زعفرانی انواع متنوع سوئدی و کرن‌والی دارد و در سوئد به «لوسکت» (در ادبیات «لوسی کت»، بعد از سنت لوسی) یا «لوسبول» مشهور است. نان دوم یک خمیر نان غنی شده می‌باشد که به‌همراه دارچین، جوز هندی و انگور فرنگی، به آن زعفران اضافه شده‌است. آن‌ها را به‌ویژه در طول ظهور، و مخصوصاً در روز سنت لوسی می‌خورند. در انگلستان، "نان زعفرانی رول" به‌طور سنتی برای جشن‌های سالانه (جشن شادی) یا اهدا به کلیسا تهیه شده‌اند. در غرب کرن‌وال، "نان زعفرانی تی تریت" بزرگ، نمایان‌گر گردش‌ها و فعالیت‌های «مدرسه شنبه متدیست» می‌باشد.
اهالی مراکش در غذاهایی که در طاجین سرو می‌شود، ازجمله کتفا (شامی کباب با گوجه فرنگی)، مکوالی (غذای مرغ-بالنگ) و مروزیا (بره تازه که با آلو و بادام تزیین شده‌است) از زعفران استفاده می‌کنند.
در برگ مخلوط شرموله که در بسیاری از غذاهای مراکشی نقش طعم دهنده را بازی می‌کند، زعفران عنصری کلیدیست. ازبک‌ها آن را در غذاهای برنجی ویژه که به «پلو ازدواج» مشهور است، به کار می‌برند.
در چلوکباب که غذای ملی ایرانیان است، نیز زعفران، از اهمیت خاصی برخوردار می‌باشد.
شاید مهم‌ترین جلوه استفاده از زعفران در غذاهای مناطق جنوبی هند، در کاسری بهاث (دسری بر پایه سمولینا از کارانتاکا) باشد. همچنین در غذای آسیای جنوبی بریانی که یک غذای برنج-سبزی تند است، از زعفران استفاده می‌شود (یک مثال بریانی حیدرآباد پاکستانی است). زعفران گوشت و مرغ شبه قاره‌ای را ادویه دار می‌کند، و به ویژه در میان مسلمانان و راجستانی‌ها وارد بسیاری از شیرینی جات شده‌است.
تکنولوژی مدرن یک ظرافت تازه به این لیست افزوده‌است: بستنی زعفرانی. شیرینی‌های منطقه‌ای ایجاد شده بر پایه شیر آن را نمایان می‌سازند،  در میان آن‌ها گلاب جامن، قلفی، دو کا میثا و لسی زعفرانی قرار دارد؛ آخرین مورد یک نوشیدنی شیرین بر پایه ماست است که نماد فرهنگی به‌شمار می‌رود.

## داروهای عامه

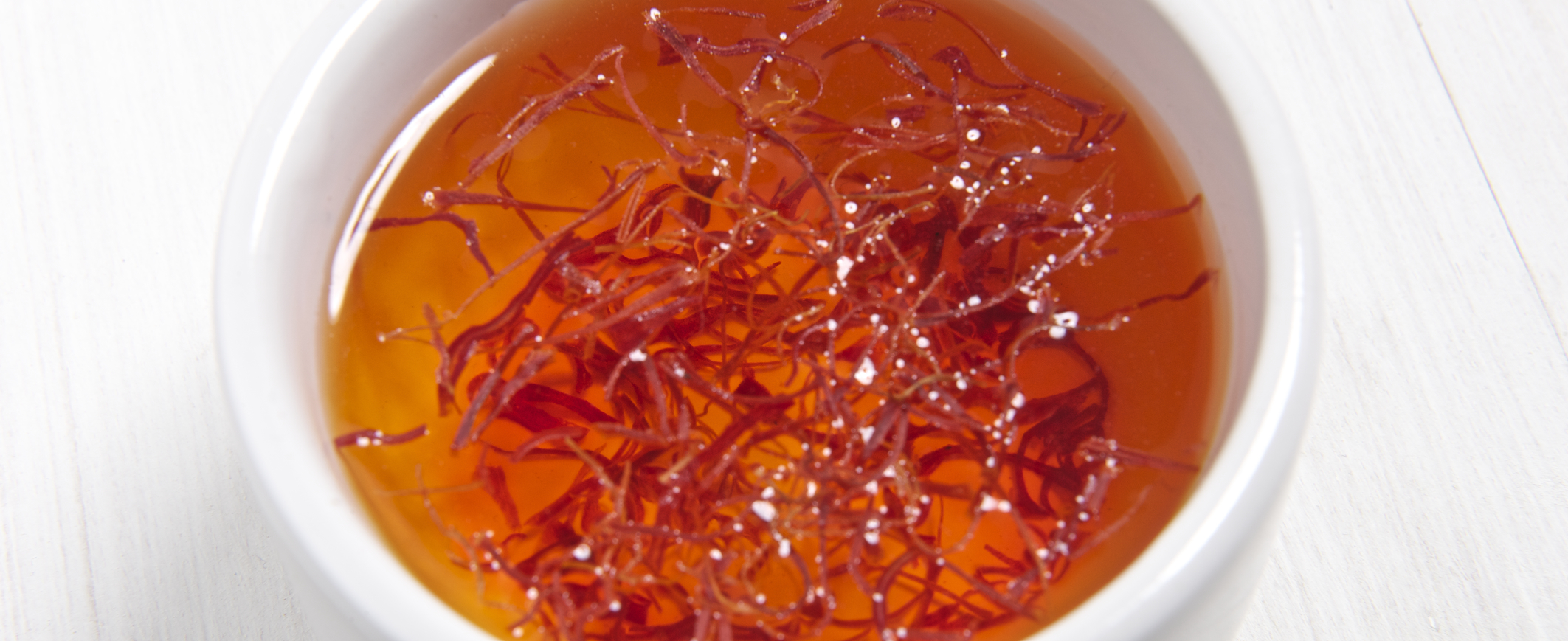
رشته‌ها در آب داغ -ولی نه در حال جوش- به مدت چند دقیقه قبل از استفاده در آشپزی خیس می‌خورند. این به تهیهٔ اجزای سودمند کمک می‌کند.

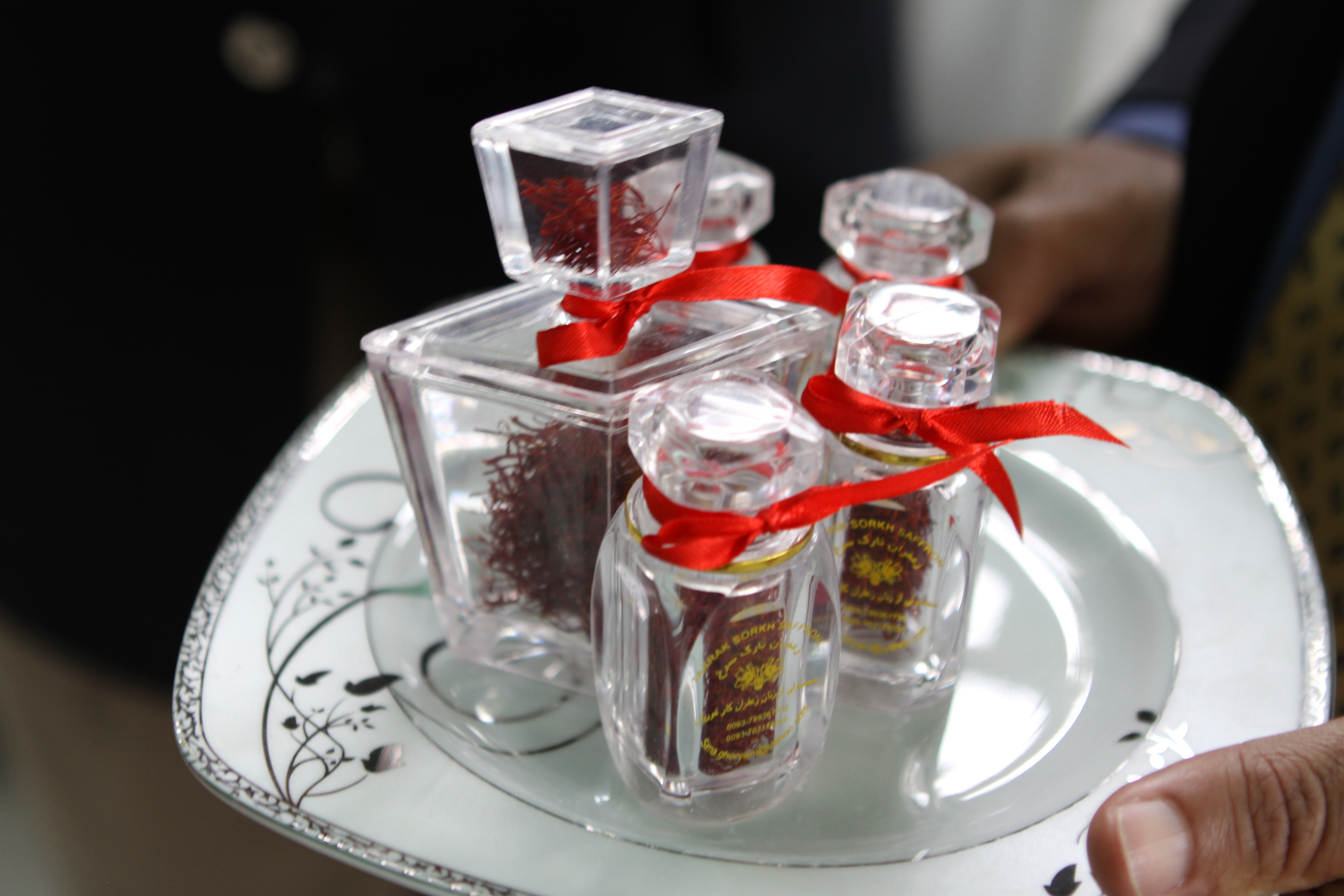
زعفران افغانستانی

استفاده‌های مردم عوام از زعفران به عنوان یک داروی گیاهی، افسانه‌ای و تاریخی است. زعفران به دلیل ضد نفخ بودن (خنثی کردن درد شکم و نفخ) و افزایش جریان خون لگن مورد استفاده قرار می‌گرفت.  اروپاییان در قرون وسطی برای درمان اختلالات تنفسی مانند سرفه و سرماخوردگی، تب، آبله، سرطان، هیپوکسی و آسم استفاده می‌کردند. هدف‌های دیگر عبارت بودند از: اختلالات خون، بی خوابی، فلج، بیماری‌های قلبی، ناراحتی معده، نقرس، خون‌ریزی مزمن رحم، قاعدگی دردناک، آمنوره، کولیک نوزاد و اختلالات چشم.  برای ایرانیان و مصریان باستان، زعفران یک محرک جنسی، یک پادزهر با کاربرد عمومی، یک محرک هضم غذا، و یک ایجادکننده مقاومت در برابر اسهال خونی و سرخک بود. پزشکان قدیمی اروپایی و دکترین امضا، رنگ زرد زعفران را نشانه‌ای از درمانی برای زردی قلمداد می‌کردند. 

## زعفران خوب و باکیفیت از کجا می توان تهیه کرد
تواضع، نامی آشنا در دنیای آجیل و خشکبار، که با سابقه‌ای درخشان، طعمی بی‌نظیر و کیفیتی مثال‌زدنی، در میان مشتریان خود جایگاهی ویژه یافته است.
تنوع بی‌نظیر محصولات:
گام به دنیای آجیل تواضع که بگذارید، با انبوهی از طعم‌ها و رنگ‌ها روبرو خواهید شد. از پسته و بادام و گردو گرفته تا کشمش و انجیر و خرما، هر آنچه در دنیای آجیل و خشکبار تصور کنید، در اینجا به بهترین شکل گرد هم آمده‌اند.
طعم و عطری دلنشین:
تواضع، در انتخاب و فرآوری مواد اولیه خود، وسواس و ظرافتی مثال‌زدنی به کار می‌برد. به همین دلیل، طعم و عطر آجیل و خشکبار تواضع، هر ذائقه‌ای را به وجد می‌آورد.
کیفیتی تضمین‌شده:
سلامتی شما، اولویت اصلی تواضع است. به همین دلیل، در تمامی مراحل تولید و فرآوری محصولات، بالاترین استانداردهای کیفی رعایت می‌شوند.
تجربه‌ای متفاوت از خرید:
تواضع، نه تنها در کیفیت محصولات خود، بلکه در نحوه ارائه خدمات نیز، حرفی برای گفتن دارد. با خرید از تواضع، تجربه‌ای لذت‌بخش و خاطره‌انگیز از خرید آجیل و خشکبار را برای خود رقم خواهید زد.

## رنگ‌سازی و عطرسازی

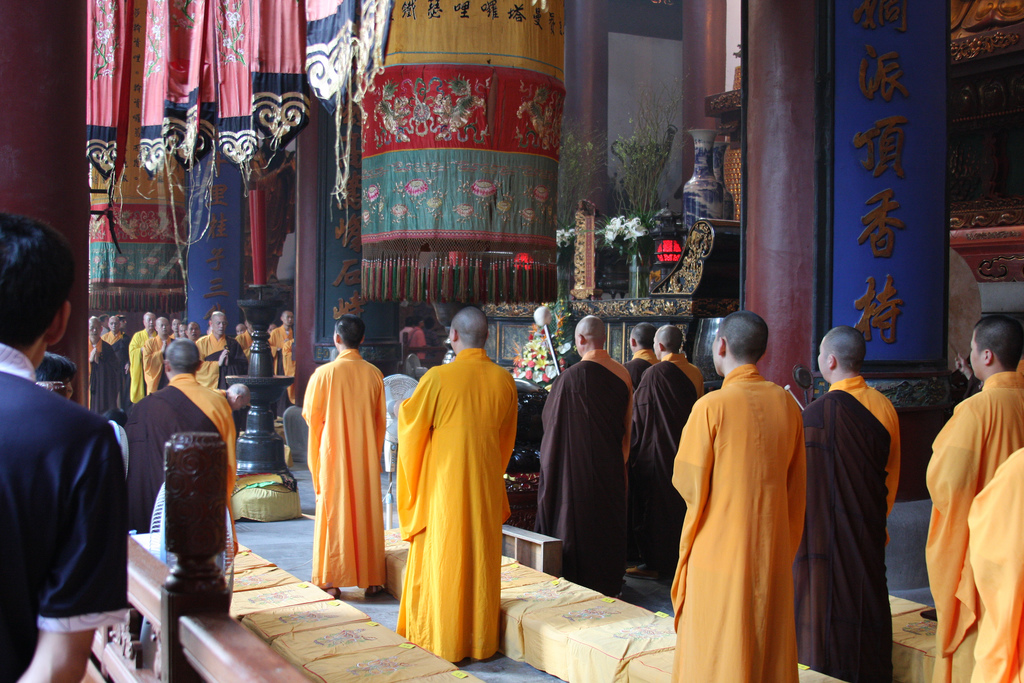
راهبان بودایی در هانگژو چین.

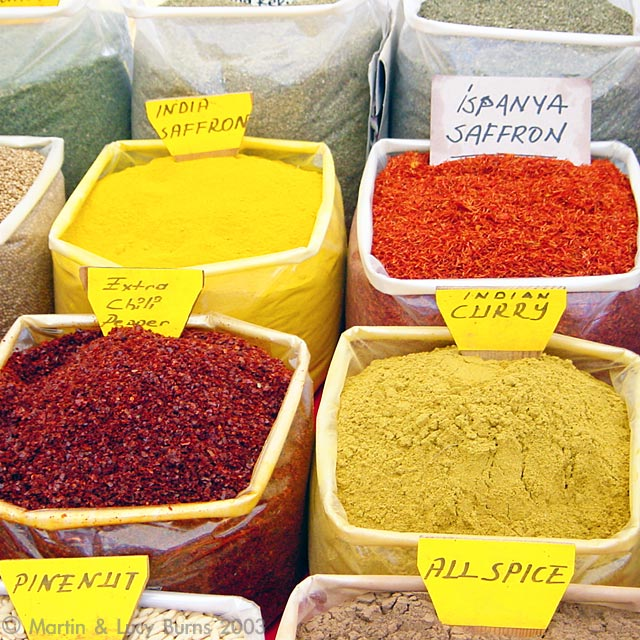
در فروشگاه، ترکیه. "زعفران اسپانیایی"

با وجود قیمت بالای زعفران، این ماده به عنوان رنگ پارچه به ویژه در چین و هند به کار می‌رود. این رنگ در دراز مدت ناپایدار است؛ رنگ زرد و نارنجی به سرعت به یک زرد رنگ پریده کرمی بدل می‌شود.  حتی در همان دم، زعفران پرچم، یک رنگ زرد و نارنجی درخشان را ایجاد می‌کند؛ افزایش غلظت زعفران سایه‌های قرمزی را در پارچه فراهم می‌کند. لباس رنگ شده با زعفران به‌طور سنتی برای جشن‌های تشریفاتی مهیا می‌شد، بر این دلالت داشت که زعفران نقشی کلیدی بر عهده دارد. در قرون وسطی در ایرلند و اسکاتلند راهبان یک لباس کتان بلند به نام «لینه» به تن می‌کردند، که به‌طور سنتی با زعفران رنگ می‌شد.  در بافت‌شناسی، هایماتوزیلین-فلوکسین-زعفران (رنگ‌آمیزی اچ‌پی‌اس) و رنگ‌آمیزی موات به عنوان رنگ‌آمیزی بافت‌ها برای ایجاد ساختارهای بیولوژیک قابل مشاهده تر زیر میکروسکوپ استفاده می‌شوند. زعفران رنگ کلاژن را زرد می‌کند.
تلاش‌های فراوانی برای جایگزینی زعفران با رنگ‌دهنده‌ای ارزانتر صورت گرفته‌است. جایگزین معمول زعفران در غذا-در میان دیگران، زردچوبه و گلرنگ- یک زرد درخشان شعله‌ور ایجاد می‌کنند که به سختی با می‌توان آن را از زعفران تشخیص داد. رنگ‌دانه زعفران کروسین زردینه می‌باشد؛ این دربرداشت‌های کمتر خسته‌کننده کشف شده‌است. مطالعات چین در حال ادامه است.  در اروپا رشته‌های زعفران ترکیبات کلیدی یک روغن معطر با نام «کروسینوم» را تشکیل می‌دادند، که شامل مواد رنگارنگی مانند آلکانت، خون اژدها (برای رنگ)، و شراب (دوباره برای رنگ) می‌بود. کروسینوم به عنوان عطر به موی سر افزوده می‌شد. یک کاربرد دیگر شامل مخلوط کردن زعفران با شراب برای تولید یک اسپری چسبناک زرد رنگ بود؛ این اسپری به‌طور فراوان به عنوان خشبوکننده هوا در آمفی تئاترهای رومی به کار می‌رفت. 